# Acarochelopodia
Acarochelopodia är ett släkte av spindeldjur som beskrevs av Angelier 1954. Acarochelopodia ingår i familjen Halacaridae.